# María Jesús Aramburu del Río
María Jesús Aramburu del Río, née le 28 octobre 1951 à Séville, est une femme politique espagnole.
Membre d'Izquierda Unida, elle siège au Parlement d'Andalousie de 1993 à 1994, au Parlement européen de 1994 à 1996 et au Congrès des députés de 1996 à 2000.